# Kasteel Vladeracken
Het verdwenen Kasteel Vladeracken is rond het jaar 1500 gebouwd door Jan van Vladeracken, heer van Geffen en Nuland. Archeologisch onderzoek heeft aangetoond dat er mogelijke aanwijzingen zijn voor een vroegmiddeleeuwse versterking dat later is uitgebouwd tot dit kasteel. Na de Val van 's-Hertogenbosch in 1629 kwam het kasteel in handen van de protestantse regenten en raakte vanaf de Bataafse Revolutie sterk in verval. Uiteindelijk zijn de laatste restanten van het kasteel in de 19e eeuw gesloopt. Het tot boerderij verbouwde poortgebouw moest in 1900 ruimte maken voor nieuwbouw.

## Bewoners
- Familie van Vladeracken: c.1500-1643
- Familie de Cock: 1643-1679
- Familie van Beresteyn: 1679-?

Aldendriel · Asten · Barendonk · De Blauwe Kamer · Blokhuis te Leensel · Blokhuis te Liessel · Blokhuis op Ter Vloet · Bokhoven · Bouvigne · Bronkhorst · Boxmeer · Breda · Kasteel Croy · Cranendonck · De Donk (Someren) · Dommelrode · Dussen · Eckart · Eikenlust · Emmaus · Eymerick · Frisselstein · Gageldonk · Geldrop · Gemert · Groot Kasteel · Klein Kasteel · Groenendaal · De Hattert · Heeswijk · Heeze · Helmond · Henkenshage · Hooghuis op de Schouw · De Laar · Loon op Zand · Markiezenhof · Het Makken · Maurick · Meeuwen · Mierlo · Muggenheuvel · Nemerlaer · Nieuw-Herlaar · Nieuwenroy · Oijen · Onsenoort · Het Oortje · Oud Beijsterveld · Oud-Herlaar · 't Oude Huys · Rijswijk · Seldensate · Slotjes van Oosterhout · Soeterbeek · Stakenborch · Stapelen · Strijdhoef · Strijen · Tilburg · Paleis-Raadhuis · Tongelaar · Walstein · Wamberg · Het Witte Kasteel · Wouw · Zuidewijn · Zwijnsbergen